# عسكري (أنغالي)
عسکري (بالفارسية: عسکری) هي قرية تقع في إيران في قسم أنغالي. يقدر عدد سكانها بـ 44 نسمة بحسب إحصاء 2016.